# Symbolia linearis
Symbolia linearis är en tvåvingeart som först beskrevs av Aldrich 1896.  Symbolia linearis ingår i släktet Symbolia och familjen styltflugor. Inga underarter finns listade i Catalogue of Life.